# Agapetus bifidus
Agapetus bifidus là một loài Trichoptera trong họ Glossosomatidae. Chúng phân bố ở miền Tân bắc.